# The Assassination of Gianni Versace: American Crime Story
The Assassination of Gianni Versace: American Crime Story é a segunda temporada da antológica série de televisão American Crime Story, da FX. A temporada estreou no dia 17 de janeiro de 2018 e contém um total de 9 episódios. O enredo explora o crime de assassinato do designer italiano Gianni Versace pelas mãos do serial killer Andrew Cunanan, ocorrido em 1997. A série foi baseada no livro Vulgar Favors: Andrew Cunanan, Gianni Versace, and the Largest Failed Manhunt in U.S. History de Maureen Orth, lançado por ela em 1999.
A temporada recebeu críticas positivas da crítica, com elogios para a maioria das atuações. No 70º Primetime Emmy Awards, recebeu o maior número de indicações, sendo nove, e ganhou três prêmios, incluindo Melhor série limitada e Melhor ator em série limitada pela atuação de Darren Criss.

## Elenco e personagens

### Principal
- Édgar Ramírez como Gianni Versace
- Darren Criss como Andrew Cunanan
- Ricky Martin como Antonio D'Amico
- Penélope Cruz como Donatella Versace

### Convidados especiais
- Judith Light como Marilyn Miglin
- Finn Wittrock como Jeff Trail
- Aimee Mann como Cantora

### Recorrente
- Joanna P. Adler como Mary Ann Cunanan[6]
- Joe Adler como Jerome Gentes
- Annaleigh Ashford como Elizabeth Cote
- Jon Jon Briones como Modesto Cunanan[7]
- Will Chase como Det. Paul Scrimshaw
- Giovanni Cirfiera como Santo Versace
- Mike Farrell como Lee Miglin
- Jay R. Ferguson como Agente Keith Evans
- Cody Fern como David Madson
- Max Greenfield como Ronnie Holston
- Sophie von Haselberg como Linda Elwell
- Edouard Holdener como Young Andrew Cunanan
- Christine Horn como Agente Talarah Gruber
- John Lacy como Howard Madson
- Cathy Moriarty como Vivian Oliva
- Michael Nouri como Norman Blachford
- Dascha Polanco como Det. Lori Wieder
- Terry Sweeney como David Gallo
- José Zúñiga como Det. George Navarro

### Convidados
- Maralyn Facey como Lake Como Housekeeper
- Razaaq Adoti como Det. Pete Jackson
- Vincenzo Amato como Versace Spokesman
- Jack Armstrong como J. Paul Beitler
- Cullen Douglas como Agent Reynolds
- Nico Evers-Swindell como Philip Merrill
- Alex Fernandez como Supt. Matt L. Rodriguez
- Jacob Fortner como Duke Miglin
- Molly Price como Escort Agency Manager
- Paul Schneider como Paul Beck
- Tara Summers como Laura Trail
- Todd Waring como Lincoln Aston
- Michael Shamus Wiles como Det. Robert Tichich
- Gregg Lawrence como William Reese

## Episódios
| N.º na série | N.º na temp. | Título                       | Dirigido por          | Escrito por   | Exibição original       | Cód. de produção | Audiência nos EUA (milhões) |
| ------------ | ------------ | ---------------------------- | --------------------- | ------------- | ----------------------- | ---------------- | --------------------------- |
| 11           | 1            | "The Man Who Would Be Vogue" | Ryan Murphy           | Tom Rob Smith | 17 de janeiro de 2018   | 3WAX01           | 2.22                        |
| 12           | 2            | "Manhunt"                    | Nelson Cragg          | Tom Rob Smith | 24 de janeiro de 2018   | 3WAX02           | 1.42                        |
| 13           | 3            | "A Random Killing"           | Gwyneth Horder-Payton | Tom Rob Smith | 31 de janeiro de 2018   | 3WAX03           | 1.26                        |
| 14           | 4            | "House by The Lake"          | Daniel Minahan        | Tom Rob Smith | 7 de fevereiro de 2018  | 3WAX04           | 0.98                        |
| 15           | 5            | "Don't Ask Don't Tell"       | Daniel Minahan        | Tom Rob Smith | 14 de fevereiro de 2018 | 3WAX05           | 0.91                        |
| 16           | 6            | "Descent"                    | Gwyneth Horder-Payton | Tom Rob Smith | 28 de fevereiro de 2018 | 3WAX07           | 1.10                        |
| 17           | 7            | "Ascent"                     | Gwyneth Horder-Payton | Tom Rob Smith | 7 de março de 2018      | 3WAX06           | 0.92                        |
| 18           | 8            | "Creator / Destroyer"        | Matt Bomer            | Tom Rob Smith | 14 de março de 2018     | 3WAX08           | 1.00                        |
| 19           | 9            | "Alone"                      | Daniel Minahan        | Tom Rob Smith | 21 de março de 2018     | 3WAX09           | 1.20                        |

## Produção

### Desenvolvimento
The Assassination of Gianni Versace: American Crime Story foi anunciado em 18 de outubro de 2016, foi também anunciado como a terceira temporada da série, seguindo a temporada sobre o furação Katrina. O anúncio também revelou que o autor Tom Rob Smith seria o escritor de vários episódios da temporada, incluindo os dois primeiros, enquanto o produtor executivo Ryan Murphy dirigiria a estréia da temporada. Em abril de 2016, no dia seguinte ao lançamento do final da primeira temporada, revelou-se que os criadores da série, Scott Alexander e Larry Karaszewski, não retornariam para uma segunda temporada. Em junho de 2017, foi anunciado que Katrina não começaria a produção até o início de 2018 e que Versace seria em 2018, substituindo Katrina, sendo assim lançado  oficialmente como a segunda temporada do show.
No dia 27 de julho de 2017, o veterano de produções de Ryan Murphy, Matt Bomer confirmou no programa Watch What Happens Live with Andy Cohen do apresentador Andy Cohen, que iria dirigir um episódio da produção. Mais tarde foi confirmando que Bomer dirigiria o episódio oito, sendo assim o seu debut como diretor. Durante sua produção, o título de trabalho da temporada foi American Crime Story: Versace/Cunanan. Em dezembro de 2017, após a primeira exibição pública, revelou-se que Versace teria nove episódios, apesar de ser originalmente relatado como consistindo em dez episódios.

### Escolha de elenco
Em fevereiro de 2017, Édgar Ramírez e Darren Criss, foram os primeiros confirmandos da produção, vivendo os protagonistas Gianni Versace e Andrew Cunanan, respectivamente. Murphy confirmou que os relatórios anunciando que a cantora Lady Gaga retrataria Donatella Versace na produção eram falsas; em março foi confirmado que o papel de Donatella havia ficado com a atriz talentosa Penélope Cruz. Em 7 de abril de 2017, foi anunciado que Ricky Martin se juntaria ao elenco como Antonio D'Amico, o namorado de longa data de Versace. Ainda em abril no dia 28, foi confirmado que a atriz Annaleigh Ashford que havia sido vista no set de gravação da série também se juntaria ao elenco. Em 21 de junho de 2017, foi anunciado através do Entertainment Weekly que o papel de Ashford na série seria Elizabeth Cote, uma amiga de Cunanan desde o ensino médio, enquanto o veterano de Grimm, Nico Evers-Swindell, interpreta seu marido, Philip Merrill.
Em 5 de maio de 2017, Murphy anunciou, através da sua conta oficial no Instagram, que Max Greenfield se juntaria ao elenco, publicando uma foto de Greenfield e Criss no set de gravação. Em 21 de junho de 2017, foi anunciado que Finn Wittrock também faria parte do elenco da série, jogando Jeffrey Trail, a primeira vítima de Cunanan. Em novembro de 2017, a conta oficial da série no Twitter revelou que Judith Light e Dascha Polanco fazem parte do elenco.
Em dezembro de 2017, a página oficial da série revelaram o elenco e os personagens da segunda temporada, revelando que Greenfield iria interpretar Ronnie, enquanto confirmando a escalação de Judith Light como Marilyn Miglin, Dascha Polanco como a detetive Lori Wieder, Jon Jon Briones como Modesto Cunanan, Cody Fern como David Madson e Mike Farrell como Lee Miglin.

### Filmagens
De acordo com vários relatórios e fotos, a fotografia principal da temporada dois começou no início de maio de 2017, em Miami. Conforme revelado por Darren Criss através de sua conta no Twitter, a gravação terminou durante a semana de 13 de novembro.

## Marketing

### Promoção
Em setembro de 2017, a FX lançou o primeiro teaser promocional para The Assassination of Gianni Versace, mostrando pombas sentadas na frente da antiga mansão de Versace e voando longe quando dois tiros disparam. Um segundo teaser foi lançado no mesmo mês, retratando a irmã de Versace Donatella colocando flores em um caixão. Em outubro, um novo teaser foi lançado, descrevendo algumas comunicações de rádio da polícia como uma capa de roupas pretas, com o nome de Versace, está sendo fechado. No mesmo mês, um segundo teaser foi divulgada, mostrando Donatella beijando as escadas onde Gianni foi assassinado, antes de entrar em sua mansão. No dia do dia das Bruxas, a FX exibiu um novo vídeo promocional durante uma interrupção comercial do nono episódio de  American Horror Story: Cult, anunciando que a segunda temporada iria estrear em 17 de janeiro de 2018. Em novembro de 2017, quatro novos teaser foram lançadas. O primeiro Versace relaxa ao lado de sua piscina, enquanto Cunanan sai da piscina indo de encontro a Versace. O segundo retrata D'Amico deixando a casa de Gianni, quando ouve dois tiros (o assassinato não visto) e corre para ver o que aconteceu; enquanto uma voz de Ricky Martin como D'Amico diz que ele era parceiro e amante de Gianni. O terceiro mostra Donatella e Gianni abraçando-se e observando-se na frente de um espelho, como o último diz a sua irmã que ela seria Versace sem ele. A quarta representa uma máquina de costura em execução, que acaba com alguns problemas e não consegue terminar seu trabalho.
Em 15 de novembro de 2017, o primeiro trailer completo da temporada foi lançado através da conta do Twitter da série. Mostra alguns momentos do passado instável de Cunanan e as primeiras conseqüências do assassinato de Versace. No mesmo dia, foi anunciado que o primeiro episódio da temporada estaria disponível cinco dias antes da estréia oficial para assinantes +FX. Em 28 de novembro de 2017, a FX lançou um novo trailer curto representando o elenco principal da temporada: Cruz, Ramírez, Martin e Criss; enquanto uma voz de Criss como Cunanan revela como ele sente o mesmo que Versace. Em dezembro de 2017, mais teasers foram lançados. O primeiro se opõe a Versace e Cunanan ao falarem de si mesmos e do seu passado.  O segundo apresenta o desfile de moda Versace onde as modelos começam a chorar, quando a notícia sobre a morte de Versace estão sendo ouvidas. O terceiro mostra Cunanan tentando convencer alguém de que ele realmente tem um encontro com Versace, enquanto a cena está sendo cortada por tiros do assassinato e suas conseqüências.

## Recepção

### Avaliação crítica
| Temporada | Temporada | Análise das críticas | Análise das críticas |
| Temporada | Temporada | Rotten Tomatoes      | Metacritic           |
| --------- | --------- | -------------------- | -------------------- |
|           | 2         | 85% (66 análises)    | 74 (35 análises)     |

The Assassination of Gianni Versace: American Crime Story está sendo recebido com críticas positivas dos críticos. No agregador de resenhas Rotten Tomatoes, a segunda temporada de American Crime Story, recebeu por enquanto 85% de aprovação com avaliação média de  6.98/10,  baseada em 66 análises retiradas. O consenso crítico do site diz: "The Assassination of Gianni Versace começa com um estrondo e se desdobra lentamente, movendo-se para trás através de um intrincado (e ocasionalmente complicado) mistério assassino ancorado por uma performance definindo a carreira de Darren Criss". Pelo Metacritic, The Assassination of Gianni Versace recebeu por enquanto nota 74 de 100, agora com base em 35 análises retiradas, indicando opiniões "geralmente favoráveis".

### Reação dos indivíduos envolvidos
Em janeiro de 2018, a família Versace publicou uma declaração criticando a série. Eles explicaram que "não autorizaram nem tiveram qualquer envolvimento" na produção da temporada, antes de acrescentar que "deveria ser considerado apenas como uma obra de ficção". O produtor executivo da série Ryan Murphy, respondeu que a série não era "uma obra de ficção", pois é baseada em um livro de não ficção, os Vulgar Favors de Maureen Orth, e que a equipe de produção e a FX estão de acordo com o autor e seu trabalho. Comparando-o com The People v. O. J. Simpson, Murphy acrescentou que a temporada é "um trabalho de não ficção obviamente com elementos docudrama" e não um documentário. Na sequência desta resposta, a família Versace lançou uma segunda declaração, que ainda bateu a série como "uma obra de ficção" porque "o próprio livro de Orth é cheio de fofocas e especulações". Eles também criticaram fortemente o trabalho de Orth, chamando-o de "esforço para criar uma história sensacional" com "boatos de segunda mão cheios de contradições". Eles deram o exemplo da condição médica de Gianni Versace, como Orth afirma que Versace era HIV positivo no momento da sua morte.
De acordo com Ryan Murphy, Donatella Versace foi de grande apoio que Penélope Cruz desempenhou seu papel. Como Cruz e Versace são amigos, Murphy explicou que, quando ele lhe ofereceu o papel, Cruz perguntou a permissão de Versace antes de concordar em fazê-lo. Ele também revelou que, enquanto Cruz representava a série na 75º edição do prêmio Globo de Ouro, Versace "enviou muito graciosamente um adorável e enorme arranjo de flores dizendo" 'boa sorte'".

### Audiência
| № | Título                       | Exibição original       | Rating/share (18–49) | Audiência (em milhões) | DVR (18–49) | Audiência em DVR (milhões) | Total (18–49) | Audiência total (em milhões) |
| - | ---------------------------- | ----------------------- | -------------------- | ---------------------- | ----------- | -------------------------- | ------------- | ---------------------------- |
| 1 | "The Man Who Would Be Vogue" | 17 de janeiro de 2018   | 0.7                  | 2.22                   | 0.6         | 1.76                       | 1.3           | 3.98                         |
| 2 | "Manhunt"                    | 24 de janeiro de 2018   | 0.4                  | 1.42                   | 0.7         | 1.98                       | 1.1           | 3.40                         |
| 3 | "A Random Killing"           | 31 de janeiro de 2018   | 0.4                  | 1.26                   | 0.7         | 1.94                       | 1.1           | 3.20                         |
| 4 | "House by the Lake"          | 7 de fevereiro de 2018  | 0.3                  | 0.98                   | 0.6         | 1.79                       | 0.9           | 2.77                         |
| 5 | "Don't Ask Don't Tell"       | 14 de fevereiro 2018    | 0.2                  | 0.91                   | N/A         | N/A                        | N/A           | N/A                          |
| 6 | "Descent"                    | 28 de fevereiro de 2018 | 0.3                  | 1.10                   | 0.6         | 1.58                       | 0.9           | 2.68                         |
| 7 | "Ascent"                     | 7 de março de 2018      | 0.3                  | 0.92                   | 0.5         | 1.55                       | 0.8           | 2.47                         |
| 8 | "Creator/Destroyer"          | 14 de março de 2018     | 0.3                  | 1.00                   | 0.5         | 1.57                       | 0.8           | 2.57                         |
| 9 | "Alone"                      | 21 de março de 2018     | 0.3                  | 1.20                   | 0.6         | 1.62                       | 0.9           | 2.82                         |